# Freycinetia arborea
Freycinetia arborea là một loài thực vật có hoa trong họ Dứa dại. Loài này được Gaudich. miêu tả khoa học đầu tiên năm 1829.